# 東京曳舟病院

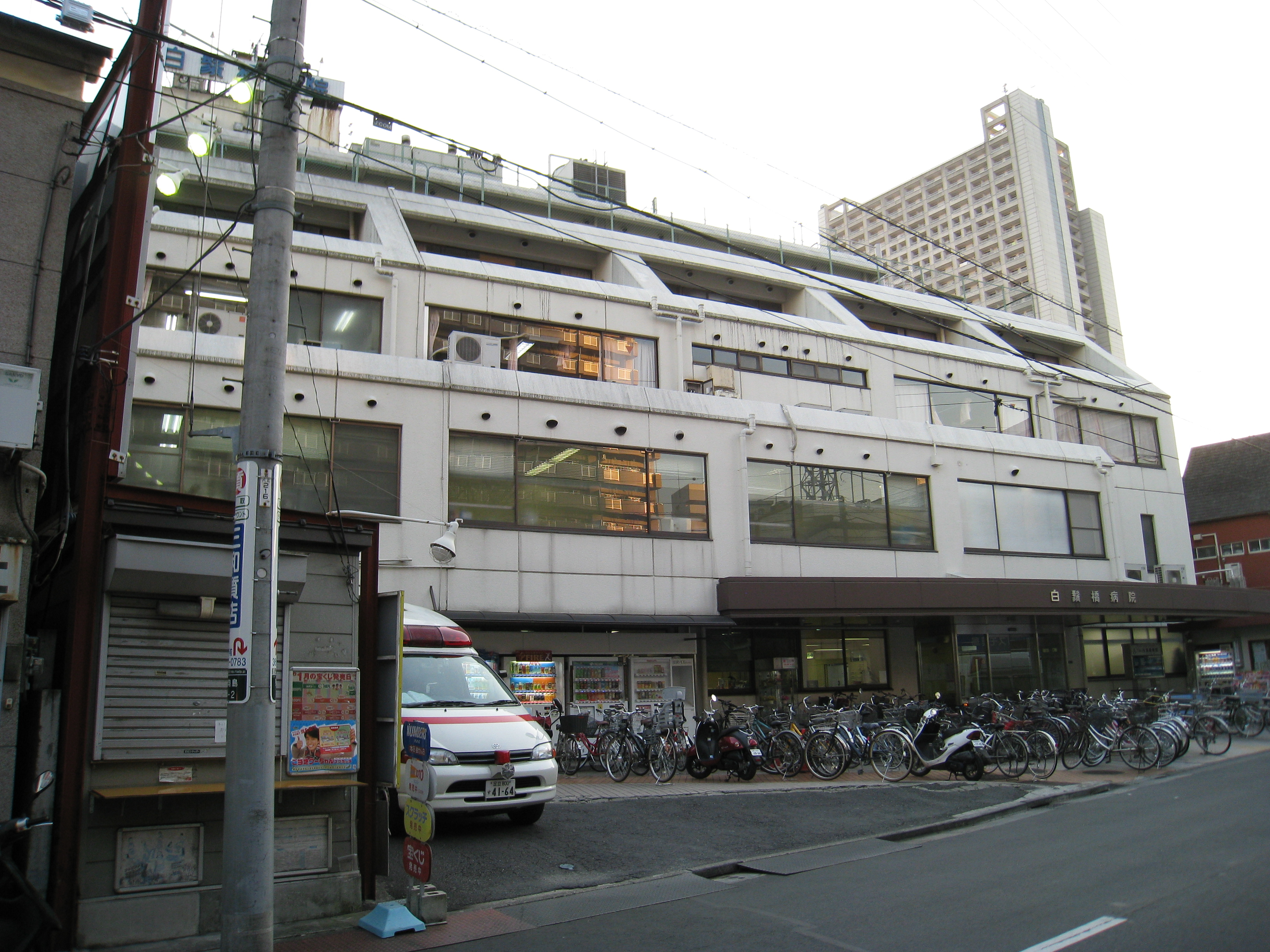
移転前の旧白鬚橋病院

医療法人伯鳳会 東京曳舟病院（いりょうほうじんはくほうかい とうきょうひきふねびょういん）は、東京都墨田区東向島にある医療機関。救急医療・災害医療に力を入れており、二次救急指定医療機関であるほか、東京都災害拠点病院、東京DMAT指定医療機関である。
前身は、墨田区東向島四丁目2番10号にあった白鬚橋病院（しらひげばしびょういん）である（1936年開院、病院名は近くにある隅田川の白鬚橋に由来）。運営母体だった医療法人社団誠和会は2012年6月6日に破産、医療法人伯鳳会が同年7月1日から運営を引き継いだ。その後、2017年4月1日に東武鉄道曳舟駅に直結するビルに移転し、東京曳舟病院に改称した。

## 診療科
- 内科
- 呼吸器内科
- 循環器科
- 消化器内科
- 腎臓内科
- 神経内科
- 外科・消化器外科
- 乳腺外科
- 血管外科
- 脳神経外科
- 整形外科
- 泌尿器科
- 形成外科
- 耳鼻咽喉科
- 皮膚科
- 下肢血管科
- 救急・総合医療科
- 麻酔科
- 放射線科
- 病理診断科
- リハビリテーション科

## 医療機関の指定等
- 保険医療機関
- 救急告示医療機関
- 労災保険指定医療機関
- 指定自立支援医療機関（更生医療・育成医療）
- 生活保護法指定医療機関
- 医療保護施設
- 戦傷病者特別援護法指定医療機関
- 原子爆弾被害者医療指定医療機関
- 原子爆弾被害者一般疾病医療取扱医療機関
- 公害医療機関
- 災害拠点病院
- 臨床研修指定病院

## 交通アクセス
- 東武スカイツリーライン・亀戸線 曳舟駅（直結）
同駅には副駅名として移転日の2017年4月1日より「東京曳舟病院前」の命名が行われている。
- 京成押上線 京成曳舟駅